# 細川師氏
細川 師氏（ほそかわ もろうじ）は、鎌倉時代後期から南北朝時代にかけての武将。官位は従五位下・掃部助、淡路守。淡路国守護。細川淡路守護家初代当主。

## 生涯
細川公頼の子として誕生。三河国細川郷（現在の愛知県岡崎市細川町）出身。
元弘の乱では足利尊氏に従い、倒幕に参加。建武政権では尊氏の弟・直義に随行して鎌倉へ下り、中先代の乱でも戦う。室町幕府成立後は淡路守護に任じられ、南朝方の宇原氏を征討した（立河瀬合戦）。以後師氏の子孫が淡路守護を務める（淡路守護家）。
正平2年/貞和3年（1347年）には南朝に鞍替えしていた飽浦信胤の拠る小豆島を攻め、信胤を屈服させ同島を細川氏領としている。